# Bärnseebach
Der Bärnseebach ist ein Fließgewässer im bayerischen Landkreis Rosenheim. Der kurze linke Zufluss zum Schaffelbach entsteht im bayrischen Voralpenland 
und durchfließt den Bärnsee und dessen Landschaftsschutzgebiet. Der Bärnseebach speist das Aschauer Moorbad.